# Il testimone deve tacere
Il testimone deve tacere è un film del 1974, diretto da Giuseppe Rosati.

## Trama
Napoli. L'ingegner Aldo Marchetti, membro della Commissione Urbanistica Europea, vuole far affossare una inchiesta, ormai giunta sul tavolo del ministro, che svelerebbe le sue speculazioni edilizie. Si incontra quindi segretamente con il commissario De Luca, facendo pressioni su questi affinché insabbi le indagini; De Luca, ligio al proprio dovere, non vuol saperne, e quindi viene ucciso da un killer dello stesso Marchetti. Lo stesso Marchetti, poi, poco dopo esce di strada con la propria auto riportando gravi ferite: a prestargli i primi soccorsi è un medico, il dottor Giorgio Sironi, che si trova per caso sul posto. Quando però questi ha fatto accorrere sul posto una pattuglia della polizia, Marchetti è misteriosamente sparito e Sironi denuncia quindi l'accaduto al commissario Santi e al giudice Belli. Da questo momento, contro di lui si mette in moto la macchina dell'intimidazione, guidata dal senatore Torrisi (che poi è anche parte in causa, essendo fra l'altro il suocero di Marchetti) e da altri personaggi oscuri della città partenopea: la padrona di casa gli intima lo sfratto, l'INA Casa lo sospende dai rimborsi e sua moglie viene violentata sotto i suoi occhi. Lo stesso commissario Santi viene promosso vicequestore e trasferito altrove, e il giudice Belli si vede sottratta ogni competenza sul caso e viene totalmente dispensato dal proseguire le indagini. Alla fine Sironi è costretto a cedere al ricatto, a ritirare la denuncia e a chiudersi nel silenzio più totale.